# Bewegung für Entwicklung und Panafrikanismus
Die Bewegung für Entwicklung und Panafrikanismus (französisch: Mouvement pour le Développement et le Panafricanisme-Alkawali, Kürzel: MDP-Alkawali) ist eine politische Partei in Niger.

## Geschichte
Der panafrikanisch orientierte MDP-Alkawali wurde 1992 unter der Führung von Maï Manga Boukar, einem Kanuri aus der Region Diffa, gegründet. Am 27. Januar 1996 setzte sich Ibrahim Baré Maïnassara durch einen Staatsstreich an die Spitze des Staates und ließ sich bei den umstrittenen Präsidentschaftswahlen am 7. und 8. Juli 1996 zum Staatspräsidenten wählen. Die Parlamentswahlen am 23. November 1996 wurden von den meisten großen Oppositionsparteien boykottiert. Der MDP-Alkawali hingegen unterstützte die Präsidentenpartei UNIRD und gewann einen von 83 Sitzen in der Nationalversammlung. Maï Manga Boukar wurde Minister für Bergbau und Industrie.
Seit der Tötung Baré Maïnassaras bei einem Staatsstreich 1999 und den darauffolgenden freien Parlamentswahlen von 1999 ist der MDP-Alkawali nicht mehr in der Nationalversammlung vertreten. Die Partei unterstützte bei den Präsidentschaftswahlen von 2011 den MNSD-Nassara-Kandidaten Seini Oumarou, der sich Mahamadou Issoufou vom PNDS-Tarayya geschlagen geben musste.